# Emre Kıvılcım
Emre Kıvılcım (* 2. September 1990 in Malatya) ist ein türkischer Schauspieler.

## Leben und Karriere
Emre Kıvılcım wurde am 2. September 1990 in Malatya geboren. Er studierte an der Sadri Alışık Kültür Merkezi. Sein Debüt gab er 2014 in dem Film Zeytiyağlı Yiyylı Aman. Von 2014 bis 2017 spielte er in der Fernsehserie Elif mit. Anschließend wurde er 2017 für den Film Cinayet-i Aşk gecastet. Unter anderem bekam er 2019 in dem Film Türkler Geliyor die Hauptrolle. Seine nächste Hauptrolle bekam er in Mendirman Jaloliddin. Seit 2023 ist Kıvılcım in der Serie Veda Mektubu zu sehen.

## Filmografie
Filme
- 2014: Zeytinyağlı Yiyemem Aman
- 2017: Cinayet-i Aşk
- 2019: Kim Daha Mutlu?
- 2020: Türkler Geliyor (Türkler Geliyor: Adaletin Kılıcı)
- 2020: Leyla Everlasting

Serien
- 2014–2017: Elif
- 2018: Adı: Zehra
- 2021: Mendirman Jaloliddin
- 2023: Veda Mektubu

Sendungen
- 2020: P!NÇ
- 2020: Eser Yenenler Show